# Випфелд
Випфелд (њем. Wipfeld) општина је у њемачкој савезној држави Баварска. Једно је од 29 општинских средишта округа Швајнфурт. Према процјени из 2010. у општини је живјело 1.118 становника. Посједује регионалну шифру (AGS) 9678196.

## Географски и демографски подаци
Випфелд се налази у савезној држави Баварска у округу Швајнфурт. Општина се налази на надморској висини од 225 метара. Површина општине износи 5,2 km². У самом мјесту је, према процјени из 2010. године, живјело 1.118 становника. Просјечна густина становништва износи 213 становника/km².

## Међународна сарадња
| Мјесто | Држава  | Врста сарадње | Од    |
| ------ | ------- | ------------- | ----- |
| Фолина | Италија | партнерство   | 1996. |
| Извор  |         |               |       |